# أندرو كامبل (مجدف)
أندرو كامبل (بالإنجليزية: Andrew Campbell)‏ هو مجدف أمريكي، ولد في 2 فبراير 1992 في بارينغتون في الولايات المتحدة.

## وصلات خارجية
- أندرو كامبل على موقع الاتحاد الدولي للتجديف (الإنجليزية)
- أندرو كامبل على موقع اللجنة الأولمبية الدولية (الإنجليزية)
- أندرو كامبل على موقع أوليمبيديا (الإنجليزية)